# Flemingsberg (stacja kolejowa)

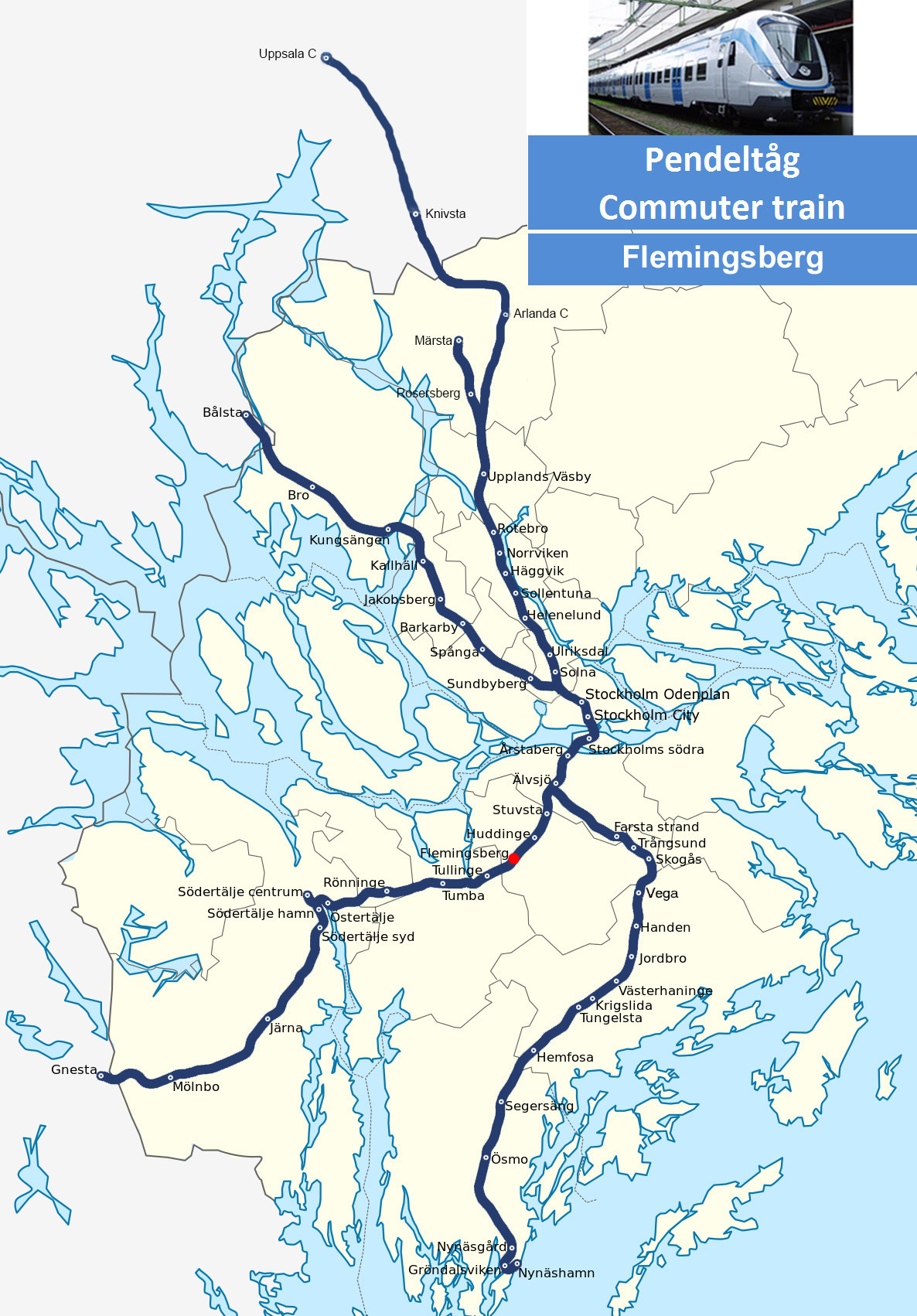
Położenie stacji na mapie Pendeltåg w Sztokholmie

Flemingsberg (szwedzki: Flemingsbergs station) – stacja kolejowa w Gminie Huddinge, w regionie Sztokholm, w Szwecji. Jest ważną i ruchliwą stacją kolejową położoną w dzielnicy Flemingsberg z dużym parkingiem samochodowym. Pociągi ze stacji wychodzą w trzech kierunkach. W kierunku centrum Södertälje biegnie linia podmiejska. Przez Södertälje syd i dalej na południe i na zachód kursują pociągi dalekobieżne i regionalne. Wszystkie pociągi w kierunku Sztokholmu (w tym X2000) wykorzystują linię Flemingsberg-Sztokholm. Stacja posiada automaty biletowe, ale nie sprzedaje biletów SJ.

## Kolej podmiejska
Podróż pociągiem podmiejskim (Pendeltåg trwa 18 minut do Stockholms centralstation i 56 minut do stacji końcowej Märsta. Do lotniska, trwa 58 minut, a do Uppsali 75 minut. Czas podróży do stacji końcowej Södertälje centrum trwa 25 minut.

## Pociągi regionalne
- Stockholm C: 12 minut
- Arlanda C: 33 minut
- Strängnäs: 37 minut
- Eskilstuna: 53 minut
- Linköping: 124 minut

## Pociągi dalekobieżne
- Linköping: 90 minut pociągiem X2000
- Malmö Central: 255 minut pociągiem X2000
- Göteborg: 170 minut

Stacja kolejki podmiejskiej rozpoczęła działalność w 1987 roku, kiedy została wprowadzona Grödingebanan, stała się również głównym dworcem kolejowym i miała podwójną nazwę Stockholm Syd -. Flemingsberg. Miało to na celu umożliwić pasażerom, którzy przyjeżdżali do Sztokholmu samochodem, zostawienie samochodu na tej stacji i możliwość dojazdu do centrum miasta komunikacją kolejową. Od kilku lat powrócono do dawnej nazwy stacji Flemingsberg. Kod IATA stacji to XEW. Dzięki temu jest możliwość zarezerwowania biletó za pośrednictwem systemu rezerwacji lotów.

## Autobusy
Stacja Flemingsberg oprócz pociągów obsługuje również liczne połączenia autobusowe. Istnieją trzy przystanki w sąsiedztwie stacji kolejowej, Flemingsbergs station (pendeltåg), Flemingsbergs station (fjärrtåg) och Hälsovägen.

### Flemingsbergs station
- Buss 704: Björnkulla–Flemingsbergs station–Huddinge sjukhus–Huddinge–Källbrinksskolan–Utsälje–Segeltorp–Fruängen
- Buss 711: Flemingsbergs station–Tullinge gymnasium
- Buss 713: Visättra sportcenter–Flemingsbergs station–Huddinge sjukhus–Kästa–Tullinge villastad–Tullingeberg–Tullinge station–Tumba station
- Buss 794 (nocny): Centralen–Gullmarsplan–Huddinge centrum–Huddinge sjukhus–Flemingsbergs station–Visättra

### Hälsovägen
- Buss 172: Norsborg–Hallunda–Fittja-Glömsta–Huddinge sjukhus–Hälsovägen–Huddinge station–Rågsved–Högdalen–Gubbängen–Hökarängen–Norra Sköndal–Skarpnäck
- Buss 740: Kungens kurva–Skärholmen–Vårby gård–Masmo–Glömsta–Huddinge sjukhus–Hälsovägen–Huddinge station
- Buss 742: Huddinge sjukhus–Hälsovägen–Huddinge centrum–Kvarnbergsplan–Svedjevägen–Stora Mellansjö–Farsta strand–Trångsund–Skogås–Östra Skogås
- Buss 865: Skärholmen–Kungens kurva–Masmo–Glömsta–Huddinge sjukhus–Hälsovägen–Sördalavägen–Balingsnäs–Lissma–(Lillsjövägen)–Handenterminalen
- Buss 791 (nocny): Centralen–Gullmarsplan–Huddinge centrum–Hälsovägen–Tullinge station–Tumba station–Salems centrum–Rönninge station–Södertälje centrum

## Linie kolejowe
- Västra stambanan
- Grödingebanan